# اینجا و الان (فیلم ۲۰۱۸)
اینجا و الان (به انگلیسی: Here and Now) فیلمی محصول سال ۲۰۱۸ و به کارگردانی فابین کنستانت است. در این فیلم بازیگرانی همچون سارا جسیکا پارکر، سایمون بیکر، کامن، تیلور کینی، ولید زعیتر، رنی زلوگر، جکلین بیسیت، مری بث پیل، مایکل پاتس و فیلیپا سو ایفای نقش کرده‌اند.